# Crunchyroll
Crunchyroll è un servizio di streaming video on demand statunitense di proprietà di Sony Corporation. La piattaforma distribuisce principalmente serie anime, ma anche serie televisive e film prodotti dai media dell'Asia orientale.

## Storia
Crunchyroll viene lanciato nel 2006 da un gruppo di laureati della UC Berkeley come sito di upload e streaming di video a scopo di lucro specializzato nell'hosting di contenuti video dell'Asia orientale.
Dal 2009 Crunchyroll si è impegnata a rimuovere tutto il materiale che viola il copyright dal sito e ad ospitare solo i contenuti per i quali disponeva dei  diritti di distribuzione.
Il 9 settembre 2015 viene annunciato ufficialmente il lancio del servizio in Italia e in lingua italiana.
Nel gennaio 2018, Otter Media ha completato l'acquisizione di Crunchyroll. Nell'agosto 2018, AT&T ha acquisito il controllo di Otter Media; la società e Crunchyroll sono state quindi cedute a WarnerMedia.
Il 4 marzo 2019 è stato annunciato che Otter Media sarebbe stata posta sotto la Warner Bros. come parte di una riorganizzazione. A seguito di tale riorganizzazione, la società e Crunchyroll sono diventate sorelle aziendali del canale via cavo statunitense Cartoon Network. A causa di una successiva riorganizzazione, Crunchyroll è stata trasferita sotto la divisione WarnerMedia Entertainment nel maggio 2019.
Il 6 settembre 2019, la società ha annunciato di aver siglato un accordo con il Gruppo Hitotsubashi per associare la sua piattaforma alla rete di soci, distributori e licenziatari del Viz Media Europe Group con l'obiettivo di diventarne l'investitrice di maggioranza. Crunchyroll ha consolidato questo accordo il 4 dicembre 2019, diventando il proprietario di maggioranza di Viz Media Europe Group mentre il Gruppo Hitotsubashi è rimasto come socio di minoranza.
Il 2 aprile 2020, Crunchyroll ha annunciato ufficialmente di aver rinominato Viz Media Europe come Crunchyroll EMEA.
Il 9 dicembre 2020, Funimation, sussidiaria di Sony Pictures Television, ha annunciato di aver raggiunto un accordo con AT&T e WarnerMedia per acquisire Crunchyroll per circa 1,175 miliardi di dollari e il 9 agosto 2021, Sony ha annunciato di aver completato l'acquisizione di Crunchyroll.
Il 23 aprile 2022, in occasione del Napoli Comicon, Crunchyroll ha annunciato le prime serie anime doppiate in italiano.
Il 24 ottobre 2023 Crunchyroll ha annunciato l'apertura di un suo canale tematico su Prime Video. Inizialmente il canale è stato lanciato negli Stati Uniti, in Canada, in Svezia e nel Regno Unito. Nel corso del 2024 sono stati aggiunti altri tra cui il Brasile, Germania, Francia, India e Messico.
Dal 29 ottobre del 2024 il canale diventa disponibile anche in Italia.

## The Anime Awards
Gli Anime Awards, noti anche come Crunchyroll Anime Awards, sono premi annuali assegnati per riconoscere gli anime dell'anno precedente. I premi si sono tenuti per la prima volta nel gennaio 2017. Crunchyroll seleziona venti giudici provenienti da background diversi che poi creano un elenco di sei candidati all'interno di ciascuna categoria. Questo elenco viene quindi messo a disposizione del pubblico tramite votazione online per la scelta dei vincitori.

## Accessibilità
Crunchyroll è accessibile liberamente da browser desktop e mobile. Attraverso la sottoscrizione di un abbonamento, è possibile utilizzarlo mediante un'apposita applicazione che negli anni è stata pubblicata su Xbox 360, Xbox One, Xbox Series X/S, Wii U, PS4, PS5, PS3, PS Vita, Nintendo Switch e su tutti i dispositivi con sistema operativo Windows Phone, Windows 10, Windows 11, Windows 10 Mobile, iOS e Android che possono connettersi a una rete Wi-Fi. Nel giugno 2013 è stato reso disponibile anche per Apple TV di terza generazione. È stato inoltre pubblicato sul WiiWare di Wii nell'ottobre 2015, diventando l'ultima applicazione ad essere pubblicata su tale negozio virtuale.
Diverse piattaforme sono state deprecate, attualmente l'applicazione non è più disponibile l'app per Xbox 360, Wii U, PS3, PS Vita, Windows Phone Windows 10 Mobile.
Alcuni contenuti richiedono un abbonamento a pagamento mensile, mentre altri diventano gratuiti a distanza di un periodo di tempo predefinito dalla pubblicazione. A seconda dei contratti di licenza, i titoli possono essere riservati agli utenti abbonati e possono essere resi disponibili solo in alcune parti del mondo.
Nel 2024 Crunchyroll ha pubblicato la propria app anche per le Smart TV LG , Samsung, VIDAA OS e il dispositivo per la realtà virtuale Apple Vision Pro.

## Produzioni e co-produzioni

### Prima del 2020
Nel 2015 Crunchyroll annunciò una collaborazione con Sumitomo Corporation, che portò l'azienda a co-produrre diversi anime, tra cui The Rising of the Shield Hero.

### Crunchyroll Originals
Il 25 febbraio 2020, Crunchyroll annunciò diverse serie sotto la sua nuova etichetta "Crunchyroll Originals". Si tratta di anime o altre serie animate (non solo di produzione giapponese) coprodotte o prodotte direttamente dalla società. Questo elenco includerà solo quelli che Crunchyroll stesso colloca ufficialmente sotto l'etichetta:
| Titolo                                    | Pubblicazione    | Studio d’animazione     |
| ----------------------------------------- | ---------------- | ----------------------- |
| In/Spectre                                | 11 gennaio 2020  | Brain's Base            |
| Tower of God                              | 1º aprile 2020   | Telecom Animation Film  |
| The God of High School                    | 6 luglio 2020    | MAPPA                   |
| Gibiate                                   | 15 luglio 2020   | Lunch Box Studio Elle   |
| Tonikawa: Over The Moon For You           | 3 ottobre 2020   | Seven Arcs              |
| Noblesse                                  | 7 ottobre 2020   | Production I.G          |
| Onyx Equinox                              | 21 novembre 2020 | Crunchyroll Studios     |
| So I'm A Spider, So What?                 | 8 gennaio 2021   | Millepensee             |
| Dr. Ramune: Mysterious Disease Specialist | 10 gennaio 2021  | Platinum Vision         |
| Ex-Arm                                    | 11 gennaio 2021  | Visual Flight           |
| Fena: Pirate Princess                     | 15 agosto 2021   | Production I.G          |
| High Guardian Spice                       | 26 ottobre 2021  | Crunchyroll Studios     |
| Blade Runner: Black Lotus                 | 14 novembre 2021 | Sola Digital Arts       |
| FreakAngels                               | 27 gennaio 2022  | Crunchyroll Studios     |
| Shenmue                                   | 6 febbraio 2022  | Telecom Animation Film  |
| Meiji Gekken: 1874                        | 14 gennaio 2024  | Tsumugi Akita Anime Lab |

### Crunchyroll Channel
Il 4 ottobre 2023, Sony ha annunciato che avrebbe lanciato Crunchyroll Channel come rete televisiva in streaming gratuita supportata da pubblicità (FAST) nell'ambito di una partnership tra le sue divisioni Crunchyroll e Game Show Network. Il servizio lineare è stato lanciato l'11 ottobre per le piattaforme The Roku Channel, LG Channels e Vizio WatchFree+. Il canale è successivamente diventato disponibile su Amazon Freevee il 17 ottobre, e su Pluto TV il 5 febbraio 2024. La programmazione iniziale prevedeva episodi doppiati in inglese di titoli anime.